# 8503 Masakatsu
A 8503 Masakatsu (ideiglenes jelöléssel 1990 WX3) a Naprendszer kisbolygóövében található aszteroida. Endate Kin és Vatanabe Kazuró fedezte fel 1990. november 21-én.